# Privilegium Maius

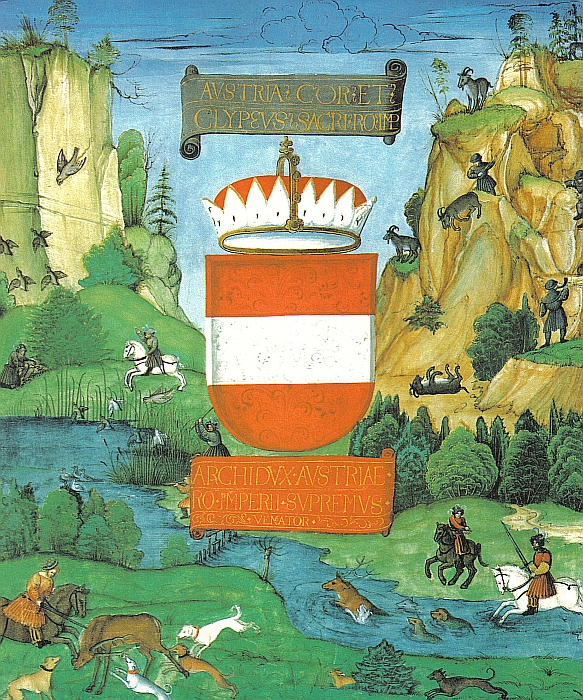
Titelseite des für Kaiser Maximilian I. angefertigten Exemplars des Privilegium maius (1512). Es zeigt den österreichischen Bindenschild, auf dem die einer Königskrone angenäherte österreichische Erzherzogskrone (mit Zacken, Bügel und Kreuz) abgebildet ist.

Das Privilegium maius (lateinisch; „großer Freiheitsbrief“) gilt als eine der geschicktesten Urkundenfälschungen des Mittelalters, wodurch die Dynastie der Habsburger eine Reihe von Sonderrechten (Privilegien) erlangte bzw. bereits gewährte Sonderrechte retrograd zusammengefasst wurden. Geschaffen wurden sie im Winter 1358/59 im Auftrag des Herzogs Rudolf IV. von Österreich.  Seit der Mitte des 15. Jahrhunderts bildete sich aus ihm das staatsrechtliche Fundament für das Zusammenwachsen der von ihnen beherrschten „österreichischen“ Länder. 1852 wurde das Privilegium Maius endgültig als Fälschung bewiesen.

## Inhalte der Privilegien
Der gefälschte Urkundenkomplex umfasst fünf Urkunden, die als angebliche Originale ausgegeben wurden:
- Urkunde von 4. Oktober 1058 (von König Heinrich IV. für Markgraf Ernst von Österreich, auf Teile dieser Urkunde bezieht sich die Stellungnahme von Francesco Petrarca, siehe unten)
- Urkunde von 17. September 1156 (von Kaiser Friedrich I. Barbarossa, die „Erweiterung“ des Privilegium minus)
- Urkunde von 24. August 1228 (von König Heinrich (VII.) für Herzog Leopold VI. von Österreich)
- Urkunde von Juni 1245 (von Kaiser Friedrich II., Bestätigung des Privilegium maius und Ergänzung durch weitere Rechte)
- Urkunde von 11. Juni 1283 (von König Rudolf I. für seine Söhne Albrecht und Rudolf, Bestätigung aller vorheriger Urkunden)[2]

Eine Erhebung der Markgrafschaft bzw. des Herzogtums Österreich zum Erzherzogtum findet sich nicht im Privilegium maius. Die Termini sind „ducatus“ und „dux“, die angeblichen Privilegien-Bestätigungen, bei denen die bisherigen Privilegien (Vorrechte) des Herzogs bzw. seines Landes ständig ergänzt werden, zielen aber auf eine Gleichstellung mit den Kurfürsten ab, wie sie u. a. in der Goldenen Bulle festgeschrieben worden waren, zum Beispiel
- die Unteilbarkeit der Länder;
- die automatische Primogenitur (später in der Pragmatischen Sanktion erweitert);
- die eigenständige Gerichtsbarkeit, bei der de jure nicht mehr die Möglichkeit besteht, ein fremdes Gericht einzuschalten oder sich an das „königliche“ bzw. „kaiserliche“ Gericht zu wenden;
- Herrschaftssymbole und zeremonielle Auszeichnungen, beispielsweise der Lehensempfang zu Pferd (und nicht kniend), das feierliche Auftreten bei dem Lehensakt mit dem (Erz-)Herzogshut in Form der Zinkenkrone und anderes.

Durch rechtliche Privilegien wie das Herabsetzen der Kriegsdienstleistung für das Reich oder die Funktion des Herzogs als oberster Gerichtsherr werden die reichsfürstlichen Pflichten gegenüber dem Reich auf ein absolutes Minimum reduziert. Anderes, wie die Unteilbarkeit des Landes und die Erbfolge der Primogenitur richtete sich an der kurfürstlichen Stellung aus. Eingefügt wurde auch die Regierungsausübung durch den Senior der Dynastie, was eine Einschränkung der Rechte von Brüdern auf Teilhabe an der Herrschaft zur Folge hat.
Das Privilegium maius dürfte (wohl auch in den Augen des Kaisers) keine Ungeheuerlichkeit gewesen sein, sondern eher ein Katalog mit Maximalforderungen, der auf bestehenden Rechten der Habsburger aufgebaut war. So hatte Karl IV. z. B. bereits 1348 Herzog Albrecht II. von Österreich, Rudolfs Vater, das Privilegium de non evocando verliehen, das die Schaffung des landesfürstlichen Gerichtsmonopols erlaubte, als Helmkleinod hatte bereits dieser eine Königskrone geführt und seine Belehnung hatte an einem Ort stattgefunden, der zwar Reichslehen war, aber im Herzogtum Österreich lag. Was fehlte, waren reichsrechtlich hieb- und stichfeste Rechtstitel, und darum dürfte es bei der Schaffung des Privilegium maius auch ursprünglich gegangen sein.
Das Privilegium maius war eine reichsrechtliche Grundlage für die weitere Intensivierung bzw. Konsolidierung der Landesherrschaft der Habsburger. Obwohl es Rudolf IV. nicht gelang, dazu die Bestätigung des Kaisers zu erlangen, setzte er dieses „Programm“ innerhalb seines Herrschaftsgebietes um. Zu seinen wichtigsten Zielen gehörte hier die Beseitigung freier Herrschaftssprengel, eine möglichst flächendeckende Ausweitung der landesfürstlichen Lehenshoheit und die Verfügungsgewalt über den Besitz der Geistlichkeit.
Meistens wird das Privilegium maius nur auf den Erzherzogtitel reduziert. In den Urkunden findet sich das Wort „archidux“ (Erzherzog) allerdings nur ein einziges Mal und zwar als „palatinus archidux“ (Pfalz-Erzherzog) im Zusammenhang mit den zeremoniellen Auszeichnungen, in denen es um eine bevorrechtete Stellung der Dynastie der Habsburger geht. Mit dem Titel Pfalz-Erzherzog wird eine rangmäßige Gleichstellung mit den drei geistlichen Kurfürsten als Erzkanzlern des Reiches (für Germanien, Italien und Burgund) und den weltlichen Kurfürsten als Inhaber eines Reichserzamtes (als Erzmundschenk, Erzkämmerer, Erzmarschall und Erztruchseß) beansprucht, vor allem dem mit dem Pfalzgrafen bei Rhein und dem Herzog von Sachsen. Die beiden letzteren konnten als „Pfalzgrafen“ außerdem im Falle der Vakanz des Reichs das Reichsvikariat in bestimmten Gebieten beanspruchen, der Pfalzgraf bei Rhein in den schwäbischen und rheinischen Gebieten sowie im fränkischen Rechtsbereich, der Herzog von Sachsen im sächsischen Rechtsbereich. Neben einer Annäherung an die Stellung des Königs wird im Privilegium maius das Reichsvikariat für alle von den Habsburgern beherrschten Länder und Herrschaften beansprucht. Die Legitimation als „Pfalz-Erzherzog“ wird im Privilegium maius von der Herrschaft der Habsburger über das Herzogtum Kärnten abgeleitet. Der Herzog von Kärnten war nach der Chronik des Johanns von Viktring und einem Einschub im Schwabenspiegel als Reichsjägermeister angeblich ebenfalls Inhaber eines Reichserzamtes gewesen. Nach Auseinandersetzungen mit Karl IV. führte Rudolf seit 1361 den Erzherzogtitel ohne den Zusatz Pfalz, offensichtlich mit stillschweigender Zustimmung seines Schwiegervaters.

## Zur Herstellung der Urkunden
Das Privilegium maius besteht aus fünf Urkunden, die im Winter 1358/59 im Auftrag des Herzogs Rudolf IV. von Österreich geschaffen wurden. Die Ausführenden sind unbekannt. (Eine Beteiligung von Rudolfs Kanzler Johann Ribi von Lenzburg oder seines Rates Lamprecht von Brunn wird zwar vermutet, ist aber nicht belegt.) Nach dem Konzept und der Formulierung müssen sich unter ihnen juristisch geschulte und historisch versierte Personen befunden haben, die mit Ausführung der Fälschung beauftragte Person muss enorme kalligraphische Fertigkeit gehabt haben.
Die Grundlage des Fälschungskomplexes bildete die kaiserliche Urkunde Privilegium minus, der „kleine Freiheitsbrief“ vom 17. September 1156, der stark erweitert und dessen Goldsiegel am Privilegium maius angebracht wurde. Vermutlich wurde das Original des Privilegium minus, das nur in Abschriften überliefert ist, danach vernichtet. Eine weitere Vorlage war der 1245 konzipierte Text zur Erhebung des Herzogtums Österreich zum Königreich, die von Kaiser Friedrich II. geplant war, aber nie durchgeführt wurde. Die Schaffung von überzeugenden Urkunden aus dem Früh- und Hochmittelalter setzt außerdem voraus, dass solche zumindest als Vorlage zur Verfügung gestanden haben.
Um die Vorrechte des Hauses Österreich übersichtlich zusammenzufassen, ließ Rudolf IV. am 11. Juli 1360 noch ein Vidimus, eine von mehreren Geistlichen beglaubigte Abschrift, der echten und der gefälschten Privilegien ausstellen.

## Geschichte

### Karl IV., Francesco Petrarca und dasPrivilegium maius
Das Privilegium maius wurde Kaiser Karl IV. aus der Dynastie der Luxemburger auf dem Hoftag in Nürnberg im November 1360 zur Bestätigung unterbreitet. Wie Karl IV. darauf reagiert hat, darüber ist sehr viel geschrieben worden, eindeutig belegt ist nur, dass der Kaiser das Privilegium letztlich als eine Liste von Forderungen behandelt hat, die er zum Teil bestätigte, zum Teil in von ihm abgeänderter Form bestätigte und zum Teil verweigerte, wobei er seine Entscheidungen auch begründete.
Zum Gutachten, das der Kaiser bei Francesco Petrarca einholte, finden sich in der Forschung unterschiedliche Deutungen. Das empört-abschätzige Urteil, das vorliegt, bezieht sich allerdings nur auf die Urkunde, die angeblich am 4. Oktober 1058 von der Kanzlei König Heinrichs IV. für den Markgrafen Ernst von Österreich ausgestellt wurde (das sogenannte Heinricianum). In dieser findet sich die Bestätigung zweier von den römischen „Kaisern“ Julius Caesar und Nero ausgestellter Urkunden, deren vorgeblicher Wortlaut inseriert ist. Nach diesen wurden der historischen Region Noricum bereits unter ihnen besondere Rechte verliehen. Nicht geklärt ist, ob Petrarca von Karl IV. den gesamten Urkundenkomplex vorgelegt bekam oder ob der Kaiser nur in Bezug auf die beiden pseudoantiken Texte seine Meinung eingeholt hat, da Petrarca zu seiner Zeit als einer der besten Kenner der römischen Antike galt. Petrarca selbst hielt die Urkunde offensichtlich für echt, aber nicht ihren Inhalt, und er dürfte davon ausgegangen sein, dass die Kanzlei Heinrichs IV., die diese angeblich ausgestellt hatte, da einer Fälschung aufgesessen war. Auf diese Kanzlei dürfte sich auch seine abfällige Bemerkung über den Verfasser, den er als einen Erzschelm, einen brüllenden Ochsen und einen schreienden Esel bezeichnet, bezogen haben. In einem Aufsatz aus dem Jahr 2018 wird erstmals die These diskutiert, dass das „Petrarca-Gutachten“ nicht ein sachlich-nüchternes Gutachten als Entscheidungsgrundlage gewesen sei, sondern ein für eine politische Auseinandersetzung auswertbarer Text.
Nach längeren Konflikten mit Karl IV. beschränkte sich Rudolf IV. seit 1361 darauf, die Forderungen des Privilegium maius innerhalb von jenen Ländern und Herrschaften durchzusetzen, die eindeutig von ihm bzw. seiner Dynastie beherrscht wurden. Einige seiner Nachfolger haben diese Politik weitergeführt.

### Weitere Geschichte nach Karl IV.
Am 25. März 1421 belehnte Karls Sohn Sigmund, ein weiterer Luxemburger, als römisch-deutscher König, Herzog Albrecht V. von Österreich feierlich mit seinen Landen und bestätigte ihm im Rahmen dieser Belehnung auch das Privilegium maius.
Im Sommer 1442 bestätigte der Habsburger Friedrich III. als römisch-deutscher König seinem eigenen Haus das Privilegium maius, mit Zustimmung der Kurfürsten von Mainz, Brandenburg und Sachsen. Am 6. Jänner 1453, bereits als Kaiser, führte er eine zweite Bestätigung zugunsten seines Bruders Albrecht VI. durch, die zugleich eine wesentliche Erweiterung beinhaltete, die vor allem den Erzherzogtitel betraf. Aufgrund dieser beiden Bestätigungen setzte sich das Privilegium maius seit der Mitte des 15. Jahrhunderts als staatsrechtliches Fundament für das Zusammenwachsen der österreichischen Länder durch, eine Entwicklung, die sich allerdings bereits seit seiner Schaffung beobachten lässt, und wurde die grundlegende Verfassungsurkunde in den „österreichischen“ Landen bis zur Schaffung des Kaiserreiches Österreich. Der eigentliche praktische Sinn der Erzherzogserhebung bestand nach Forschungsmeinung des Albrecht-Biographen Langmaier darin, die Möglichkeiten königlicher Appellation zu unterbinden, wodurch die allgemeine Stärkung habsburgischer Landesherrschaft bewirkt werden sollte.
Die Kaiser Rudolf II. und Karl VI. bestätigten erneut die Rechtskraft der „Freiheitsbriefe“. Mit der Auflösung des Heiligen Römischen Reichs 1806 verlor das Privilegium maius seine Bedeutung. Erst im Jahr 1852, viele Jahre danach, wurde es von Wilhelm Wattenbach definitiv als Fälschung nachgewiesen.